# Толстяки
Толстяки — жуки рода Pimelia, который принадлежит к семейству чернотелки.
Тело короткое и толстое, грудной щит маленький, поперечно-яйцевидной формы, выпуклый; надкрылья широкие и короткие; ноги сильные, передние голени с треугольным расширением.
Встречаются в тёплых и жарких странах и любят песчаные места и яркое солнечное освещение. Один из европейских представителей Р. bipunctata матово-чёрного цвета с мелкими возвышенными точками, длиной 18—20 мм, водится в южной Франции.